# Reserva Natural de Padakõrve
A Reserva Natural de Padakõrve é uma reserva natural localizada no Condado de Tartu, na Estónia.
A área da reserva natural é de 1555 hectares.
A área protegida foi fundada em 1964 com base na colónia de formigas de Alatskivi (em estoniano:  Alatskivi metsasipelgate koloonia).